# 祖魯·麥金泰爾
安德魯·麥克萊恩·加洛韋四世（英語：Andrew McLean Galloway IV，1985年6月6日—）是蘇格蘭職業摔角選手，目前受聘於世界摔角娛樂，他以「祖魯·麥金泰爾」（Drew McIntyre）為擂台名稱，並在SmackDown品牌亮相。
在WWE中，麥金泰爾是兩次WWE冠軍、一次WWE世界重量級冠軍、一次WWE洲際冠軍、兩次WWE（Raw）雙打冠軍和一次NXT冠軍。

## 早期生活
安德魯·麥克萊恩·加洛韋四世於1985年6月6日出生於蘇格蘭艾爾。他的母親安吉拉（Angela）於2012年11月3日去世，享年51歲。他在艾爾附近的普雷斯特威克長大，在那裡就讀於普雷斯特威克學院。他年輕時曾考慮成為職業足球運動員。在專心摔角之前，他曾為青年俱樂部普雷斯特威克男孩（Prestwick Boys）效力，通常擔任後衛的位置。他最喜歡的摔角選手是布雷特·哈特。加洛韋10歲那年，讀了一本名為《X Factor》的雜誌，該雜誌側重於陰謀論和鬼故事。這促使他根據《資訊自由法》向聯邦調查局寫了一封信，聯邦調查局對此做出了回應，向他發送了包含多個文件的文件。他從15歲開始接受職業摔角訓練，而他的父母也同意支持他，只要他將同樣的精力放在學習上即可。他也同意了，並在格拉斯哥卡利多尼安大學獲得了犯罪學碩士學位。

## 職業摔角生涯
在2020年1月26日舉行的皇家大戰比賽中，麥金泰爾最終淘汰羅曼·瑞恩斯，贏得皇家大戰比賽，這使他在摔角狂熱36上獲得挑戰冠軍的機會。在比賽過程中，麥金泰爾總計淘汰六名其他參賽者，其中包括WWE冠軍布洛克·雷斯納。在第二天晚上的Raw上，麥金泰爾宣布他選擇在摔角狂熱36上挑戰雷斯納的WWE冠軍頭銜，這也讓他轉為正派選手。在摔角狂熱36中，麥金泰爾擊敗雷斯納贏得WWE冠軍，這是他在WWE的第一個世界冠軍，並成為WWE歷史上有史以來第一位英國出生的世界冠軍，以及WWE的第三十一位三冠王。
在第二天晚上的Raw上，麥金泰爾擊敗Big Show成功衛冕頭銜（實際上是在摔角狂熱36擊敗雷斯納獲得冠軍之後錄製的），然後與賽特·羅林斯展開爭執， 導致兩人在公事包大戰進行冠軍賽，麥金太爾贏得這場比賽。 在5月18日的Raw中，麥金泰爾與鮑比·萊士利發生爭執，此前萊士利和MVP從後台上觀察麥金泰爾的比賽。 在爆裂震撼中，他成功擊敗萊士利捍衛冠軍頭銜。 在極限規則中，麥金泰爾擊敗多夫·錫格勒衛冕冠軍頭銜。 麥金泰爾隨後在對蘭迪·歐頓的比賽中持續衛冕WWE冠軍，首先是夏日衝擊的單打賽，以及冠軍爭霸大賽中的救護車賽。在第二天晚上的Raw，麥金泰爾發起WWE冠軍的公開挑戰，隨後麥金泰爾擊敗回歸的羅伯特·盧迪。在10月9日的SmackDown中，麥金泰爾成為選秀中的第一順位，持續留在Raw品牌。在10月25日的地獄鐵籠上，麥金泰爾在地獄鐵籠賽中輸給歐頓，結束202天的冠軍衛冕。
在11月16日的Raw中，麥金泰爾在一場無取消資格賽上擊敗歐頓後再度贏得WWE冠軍，取代歐頓參加強者生存上品牌間的冠軍對冠軍賽，將面對環球冠軍羅曼·瑞恩斯。 在11月22日的強者生存中，麥金泰爾在傑·烏索的干擾下，以技術性投降的方式輸給瑞恩斯。 在TLC大賽上，麥金泰爾擊敗A·J·史泰爾斯和米茲成功衛冕頭銜，後者兌現他的公事包合約，使比賽變成三方威脅桌子、梯子、椅子賽。 在1月4日的Raw中，成功擊敗凱思·李衛冕WWE冠軍之後，麥金泰爾遇到回歸的戈柏，他要求在皇家大戰中挑戰麥金泰爾的WWE冠軍，麥金泰爾在隔周接受挑戰。在2021年1月31日的皇家大戰中，麥金泰爾擊敗戈柏成功衛冕WWE冠軍。 在行刑室鐵籠戰中，麥金泰爾在與蘭迪·歐頓、席莫斯、傑夫·哈迪、A·J·史泰爾斯和科菲·京斯頓的行刑室鐵籠賽中衛冕冠軍頭銜。比賽結束後，他遭到鮑比·萊士利攻擊，隨後米茲兌現他的公事包合約，使出顏面炸彈摔（Skull-Crushing Finale），將麥金泰爾壓制並贏得WWE冠軍，結束麥金泰爾97天的衛冕（WWE認定為96天）。
在摔角狂熱37中，麥金泰爾向鮑比·萊士利挑戰WWE冠軍，但在MVP的干擾下，他未能成功。 在摔角狂熱爆裂震撼上，麥金泰爾在一場三方威脅賽中挑戰萊士利，這場比賽還有布勞恩·史卓曼參與，但再次失敗。 在地獄鐵籠中，麥金泰爾在MVP的干擾下再次遭萊士利擊敗。

## 個人生活
加洛韋於2009年7月與美國職業摔角選手泰倫·泰瑞爾訂婚。 他們於2010年5月在拉斯維加斯結婚。 2011年5月24日，泰瑞爾宣布她與加洛韋離婚。 2016年12月10日，加洛韋與凱特林·弗羅納費爾（Kaitlyn Frohnapfel）結婚。
加洛韋是蘇格蘭足球隊流浪者足球俱乐部的支持者。

## 冠軍經歷及成就
- 世界摔角娛樂
  - WWE冠軍（兩次）[39]
  - 世界重量級冠軍 (一次)
  - WWE洲際冠軍（一次）[40]
  - NXT冠軍（一次）[41]
  - WWE (Raw) 雙打冠軍（兩次）– 與寇帝·羅茲（一次）及多夫·錫格勒（一次）[42]
  - 第三十一位世界摔角娛樂三冠王
  - 男子皇家大戰（2020年）[43]
  - 衝擊大賞（二次）[44]

## 外部連結
- 祖魯·麥金泰爾在WWE官方網站的介紹 （页面存档备份，存于）（英文）
- 祖魯·麥金泰爾的X（前Twitter）（英文）
- 祖魯·麥金泰爾在互联网电影资料库（IMDb）上的資料（英文）